# Mietall Waluś
Mietall Waluś, właśc. Roman Czesław Waluś (ur. 5 stycznia 1978) – polski muzyk rockowy i alternatywny, wokalista oraz gitarzysta aktywny na scenie od wczesnych lat 90. Współzałożyciel takich zespołów jak: Lenny Valentino, Penny Lane, Warsaw Bombs (z Muńkiem Staszczykiem), twórca zespołu Negatyw,solowego projektu Mietall Waluś Magazine oraz formacji popRobbot. Pochodzi z Mysłowic.
Ma na swoim koncie trzy nominacje oraz jedną przyznaną nagrodę Fryderyk oraz nominację do Superjedynki na festiwalu w Opolu (z zespołem Negatyw).

## Działalność
Od końca lat 90. intensywnie koncertuje – wystąpił m.in. dwa razy na festiwalu Top Trendy w amfiteatrze w Sopocie. Jego dokonania muzyczne docenili także dziennikarze radiowej Trójki, gdzie wystąpił aż 7 razy na scenie w muzycznym studiu Polskiego Radia im. Agnieszki Osieckiej, a koncerty zespołów, które tworzy były transmitowane na żywo w całej Polsce. Dwa razy odbył trasę koncertową po Chinach – w 2013 roku z zespołem Negatyw oraz w 2015 z współtworzonym wówczas z Muńkiem Staszczykiem (T.LOVE) zespołem Warsaw Bombs. Koncertował również w Londynie, Manchesterze, Kiszyniowie czy Budapeszcie.
W swoim dorobku artystycznym Mietall Waluś blisko współpracował z czołowymi artystami polskiej sceny rockowej i alternatywnej (m.in. Katarzyna Nosowska, Artur Rojek, Muniek Staszczyk i inni).
W roku 2018 muzyk podsumował 20 lat artystycznej aktywności, m.in. promując wydaną pod koniec 2017 roku płytę „Dwie dekady”. To podwójny album, na który złożyły się najważniejsze utwory, które powstały na przestrzeni jego kariery solowej oraz przy okazji grania w zespołach: Negatyw, Penny Lane, Lenny Valentino czy Warsaw Bombs.
Wszystkie składające się na nowy krążek utwory zostały nagrane w całości od nowa. Oprócz nich, na płycie znalazły się dwa utwory premierowe – w tym jeden („Potrzebuję Rewolucji”), który nagrany został w kultowym Abbey Road w Londynie - nagrywali tam najwięksi artyści świata od Freddiego Mercury’ego i Queen, The Beatles, Pink Floyd, Rolling Stones czy Amy Winehouse i U2. Za jego produkcję i realizację odpowiadał Chris Bolster, który współpracował z m.in.: Coldplay, Oasis, Ozzy Osbourne, Stereophonics.
Mietall Walluś jest pierwszym rockowym i alternatywnym artystą z Polski, który nagrywał w Abbey Road i któremu pozwolono wejść do studia z kamerami, by zrealizować dokument na ten temat. Artyście towarzyszył szef muzyczny Antyradia, Marcin Bąkiewicz.

## Dyskografia
- Lenny Valentino – Uwaga jedzie tramwaj (2001)
- Negatyw Paczatarez (2002)
- Trójkowy express 19:05 – Negatyw – Amsterdam, Lenny Valentino – Chłopiec z plasteliny (2002)
- Projekt SI031 (Katarzyna Nosowska, Mietall Waluś) – Siódemka (2003)
- Trójkowy Express Polska – Europa: Negatyw Jestesmy (2003)
- Negatyw – Pamiętaj (2004
- Negatyw – Manchester (2005)
- Rock Z Radiem: „Negatyw – Zatańcz”, „Negatyw – Dylan Carson” (2006)
- Mietall Waluś – Magazine (2007)
- Polskie drogi Rocka: „Negatyw Amsterdam”, „Lenny Valentino Chłopiec z plasteliny” (2008)
- Lenny Valentino: DVD (2010)
- Album charytatywny Ośrodka Błogosławiona Karolina w Lędzinach zajmującego się osobami niepełnosprawnymi (Mietall Waluś i Rafał Królikowski – Odwagi mi trzeba) (2010)
- Penny Lane – Spacer po linie (2010)
- Negatyw – Virus + DVD (2011)
- Negatyw – DVD: Live10 (2012)
- Malarze i żołnierze – Mietall Waluś Stoję w bramie (2014)
- Negatyw – Albinos (2014)
- Mietall Waluś - Dwie dekady (2017)